# Otto Lehmann (Museumsleiter)

Otto Lehmann, 1928. Porträtfoto von Minya Diez-Dührkoop

Otto Karl Louis Lehmann (* 1. November 1865 in Komorze, Provinz Posen; † 27. Juni 1951 in Hamburg) war ein deutscher Museumsdirektor.

## Leben
Otto Lehmann, Sohn eines Zollbeamten, kam durch die Versetzung seines Vaters 1872 in das preußische Altona. Er besuchte das Altonaer Realgymnasium und studierte anschließend an der Universität Jena Zoologie bei Ernst Haeckel. Während seines Studiums wurde er 1884 Mitglied der Studentenverbindung und späteren Turnerschaft Salia Jena.
Nach der Promotion 1887 bewogen schlechte Berufsaussichten Lehmann, ein zusätzliches Studium der Geographie zu absolvieren, das bereits nach kurzer Studiendauer zum Ablegen der preußischen Lehramtsprüfung berechtigte. Lehmann bestand die Prüfung 1889 und trat 1891 zunächst auf Probe eine Stellung am Altonaer Realgymnasium an, wurde aber noch im selben Jahr zum Oberlehrer befördert. Die Beförderung ermöglichte es ihm, die Ehe mit Martha Elise Trebitz zu schließen, aus der fünf Kinder hervorgehen sollten.
Als Oberlehrer folgte Lehmann reformpädagogischen Ideen und praktizierte Anschauungsunterricht. Daneben widmete er sich in seiner Freizeit zoologischen Studien, wodurch er Bekanntschaft mit dem Hamburger Senator Ernst Meyer schloss, der sich dort ebenfalls mit der Zoologie beschäftigte. Gemeinsam entwickelten sie Konzepte für ein Museum, in dem die bisherigen, veralteten Ideen von Aufbau und Funktion musealer Präsentation zugunsten von Anschaulichkeit und Vermittlung von Zusammenhängen aufgegeben werden sollten. Diese Überlegungen hatten eine realistische Aussicht auf Verwirklichung; die Finanzmittel standen zur Verfügung, da die Errichtung eines neuen Museums zu den bevorzugten Plänen des früheren Altonaer Bürgermeisters Franz Adickes gehört hatte.
Dank Senator Meyers Einfluss nahm das Projekt eines neuen und neuartigen Museums konkrete Gestalt an. 1896 wurde auf der Basis von Lehmanns Konzepten ein Architektenwettbewerb ausgeschrieben, aus dem im November jenes Jahres der Entwurf von Georg Süßenguth und Heinrich Reinhardt zur Umsetzung ausgewählt wurde. Am 1. April 1899 trat Lehmann aus dem Schuldienst aus und erhielt die Ernennung zum Direktor des im Entstehen begriffenen Altonaer Museums. Nach der Fertigstellung des Gebäudes im Dezember 1900 wurde in den folgenden anderthalb Jahren das Museum mit lebensnahen Dioramen, Szenarien und Ausstellungsinszenierungen nach Lehmanns Entwürfen ausgestattet.
Otto Lehmanns Museumskonzept erwies sich sogleich nach Eröffnung im Jahre 1901 als großer Erfolg und fand Zuspruch. 1906 erhielt er den Professorentitel. Auch in den folgenden Jahrzehnten bemühte er sich beständig um die Erweiterung und Vervollkommnung der Sammlungen und ihrer Präsentation im Sinne seines ganzheitlichen Museumsideals, bis er am 31. Oktober 1931 in den Ruhestand trat. 1935 wurde er zum Ehrensenator der Universität Hamburg ernannt. Am 2. November 1935 wurde Otto Lehmann mit der Goethe-Medaille für Kunst und Wissenschaft ausgezeichnet. Sein Nachfolger als Direktor des Museums wurde sein langjähriger Assistent Hubert Stierling. Otto Lehmann war Gründungs- und Ehrenmitglied des Altonaer Künstlervereins.

## Schriften
- Die Ausstellung des Künstler-Vereins im Altonaer Museum. In: Schleswig-Holsteinischer Kunstkalender (1912), S. 53–58 (Digitalisat).
- Richtlinien für die Ausgestaltung des Altonaer Museums. In: Schleswig-Holsteinischer Kunstkalender (1916), S. 29–41 (Digitalisat).
- Der Erweiterungsbau des Altonaer Museums. In: Museumskunde. Zeitschrift für Verwaltung und Technik öffentlicher und privater Sammlungen. Bd. 13 (1918), S. 93–134.
- Zur Metallabgabe in Schleswig-Holstein. In: Schleswig-Holsteinisches Jahrbuch (1918/1919), S. 15–18.
- Bericht über die Tätigkeit des Altonaer Museums vom 1. Januar 1915 bis 30. Juni 1918. In: Schleswig-Holsteinisches Jahrbuch (1918/1919), S. 57f.
- Die Ochsenwege in Nordschleswig. In: Schleswig-Holsteinisches Jahrbuch (1920), S. 40–42.
- Land und Leute in Nordfriesland. In: Schleswig-Holsteinisches Jahrbuch (1922), S. 1–6.
- Land und Leute [in Dithmarschen]. In: Schleswig-Holsteinisches Jahrbuch (1923), S. 2–4.
- Sinn und Aufgabe der Heimatmuseen (Unter Berücksichtigung der Verhältnisse in Schleswig-Holstein). In: Direktion des Kunstgewerbemuseums der Stadt Flensburg (Hrsg.): Festschrift aus Anlaß des 25jährigen Eröffnungstages des Museumsgebäudes am 19. August 1928. Verlag des Kunstgewerbemuseums der Stadt Flensburg, Flensburg 1928, S. 1–15.
- Museen für deutsche Volkskunde. In: Volkskundliche Gaben. John Meier zum siebzigsten Geburtstage dargebracht. de Gruyter, Berlin 1934, S. 121–129.
- Volkskunde und Großstadt. In: Ernst Bargheer, Herbert Freudenthal (Hg.): Volkskunde-Arbeit. Zielsetzung und Gehalte. de Gruyter, Berlin 1934, S. 23–36.